# Thomas Murray (remero, 1969)
Thomas Murray –conocido como Tom Murray– (Búfalo, 20 de enero de 1969) es un deportista estadounidense que compitió en remo. Ganó dos medallas en el Campeonato Mundial de Remo, en los años 1993 y 1999.

## Palmarés internacional
| Campeonato Mundial | Campeonato Mundial       | Campeonato Mundial | Campeonato Mundial |
| Año                | Lugar                    | Medalla            | Prueba             |
| ------------------ | ------------------------ | ------------------ | ------------------ |
| 1993               | Račice (República Checa) | Medalla de bronce  | Ocho con timonel   |
| 1999               | St. Catharines (Canadá)  | Medalla de oro     | Cuatro con timonel |